# Netware
Netware je mrežna sastavnica informacijskih sustava. Obuhvaća aktivne i pasivne komunikacijske uređaje i sastavnice s pripadajućom programskom podrškom.
Aktivne sastavnice su računala s odgovarajućom dodatnom sklopovskom i programskom podrškom.
Pasivne sastavnice su metalni ili optički vodovi i sva ina oprema pomoću koje se podatci prenose na veće udaljenosti.

## Usporedi
- NetWare
- alfa-inačica
- beta-inačica
- plati koliko želiš
- darovna ekonomija
- freemium
- freeware
- shareware
- demo
- abandonware
- vaporware
- shovelware (crapware, garbageware)
- adware
- donationware
- otvoreni kod
- nagware
- glossyware
- beerware